# کومیتینی
کومیتینی (به ایتالیایی: Comitini) یک کومونه در ایتالیا است که در استان آگریجنتو واقع شده‌است.

## خصوصیات
کومیتینی ۲۱٫۷ کیلومترمربع مساحت و ۹۷۴ نفر جمعیت دارد و ۳۵۰ متر بالاتر از سطح دریا واقع شده‌است.